# Han Hyun-sook
Han Hyun-sook, född den 17 mars 1970, är en sydkoreansk handbollsspelare.
Hon tog OS-guld i damernas turnering i samband med de olympiska handbollstävlingarna 1988 i Seoul.
Hon återupprepade denna bedrift i samband med de olympiska handbollstävlingarna 1992 i Barcelona.